# Els Banys de Sant Vicenç
Els Banys de Sant Vicenç és un nucli de població del municipi del Pont de Bar (Alt Urgell). Als Banys de Sant Vicenç hi vivien 7 persones l'any 2007. Està compost pel balneari, que dona nom al poble, la caseria i la capella, a la vorera dreta del Segre. El balneari va ser construït al segle xix a l'indret d'un antic hospital o hostal de traginers.
El lloc és esmentat des del segle x i des del 1775 que ha estat regentat ininterrompudament per la família Pal. Les aigües són sulfurades càlciques i silicatades, brollen a 42 °C i són molt indicades per a combatre el reumatisme i les malalties de la pell, leucorrees, endometritis i cloranèmies. Al costat del balneari hi ha la capella de la Mare de Déu del Remei.

## Història
A mitjans del segle xix es transforma en hotel balneari un antic hospital (Hostal de traginers). Vers el 1890 s'aixeca el nou edifici proper al vell. Es conreen els jardins i s'arreglen les fonts. L'edifici més nou s'està deteriorant des del 1939. Actualment s'ha tornat a l'establiment original i s'han ampliat algunes dependències. L'edifici de l'ampliació és fora d'ús. Al costat del balneari es va instal·lar a començaments de segle la capella de la Mare de Déu del Remei.

## Descripció
Un conjunt de diversos edificis al peu de la carretera construïts en el desnivell cap al riu. El més antic era l'edifici de l'hospital, amb 4 plantes i algunes dependències en plantes inferiors. L'edifici nou, d'arquitectura vuitcentista, és un bon exemple d'implantació en el terreny, amb 4 plantes per damunt i 4 per sota el nivell de la carretera. Una encertada composició de forats i una galeria correguda donen un aspecte auster i compacte a l'edifici, molt deteriorat, en estat de defient conservació.

## Capella de Sant Vicenç
Edifici religiós d'una nau rectangular, coberta en part amb volta de canó i creueria. A l'exterior coberta a dues aigües i amb teules. Construcció rústega amb pedres sense fer filades.